# Dewhurst (Wisconsin)
Dewhurst es un pueblo ubicado en el condado de Clark en el estado estadounidense de Wisconsin. En el Censo de 2010 tenía una población de 323 habitantes y una densidad poblacional de 3,45 personas por km².

## Geografía
Dewhurst se encuentra ubicado en las coordenadas 44°27′32″N 90°44′15″O / 44.45889, -90.73750. Según la Oficina del Censo de los Estados Unidos, Dewhurst tiene una superficie total de 93.63 km², de la cual 91.34 km² corresponden a tierra firme y (2.44%) 2.28 km² es agua.

## Demografía
Según el censo de 2010, había 323 personas residiendo en Dewhurst. La densidad de población era de 3,45 hab./km². De los 323 habitantes, Dewhurst estaba compuesto por el 97.52% blancos, el 0.31% eran afroamericanos, el 1.24% eran amerindios, el 0.62% eran asiáticos, el 0% eran isleños del Pacífico, el 0% eran de otras razas y el 0.31% pertenecían a dos o más razas. Del total de la población el 0.62% eran hispanos o latinos de cualquier raza.